# Sauze di Cesana
Sauze di Cesana is een gemeente in de Italiaanse provincie Turijn (regio Piëmont) en telt 201 inwoners (31-12-2004). De oppervlakte bedraagt 77,5 km², de bevolkingsdichtheid is 3 inwoners per km².

## Demografie
Sauze di Cesana telt ongeveer 116 huishoudens. Het aantal inwoners steeg in de periode 1991-2001 met 21,6% volgens cijfers uit de tienjaarlijkse volkstellingen van ISTAT.
| Jaar | Inwoneraantal |
| ---- | ------------- |
| 1991 | 153           |
| 2001 | 186           |

## Geografie
Sauze di Cesana grenst aan de volgende gemeenten: Abriès (FR-05), Cesana Torinese, Pragelato, Prali, Sestriere.
1. ↑  https://demo.istat.it/?l=it.